# Bairro Francês
O Bairro Francês (French Quarter em inglês ou Vieux Carré em francês) é a designação dada ao bairro central da cidade de Nova Orleães, localizada no estado de Luisiana nos Estados Unidos, uma zona citadina caracterizada pela sua arquitetura histórica de inspiração da francesa e a espanhola marcada pela exuberância das suas varandas em ferro forjado. Para além das suas características arquitetônicas, o French Quarter é conhecido pela intensidade da sua vida noturna e pela existência de numerosos estabelecimentos de diversão, com destaque para as atrações musicais, como o Jazz.
O Bairro Francês estende-se ao longo do Rio Mississippi desde à Rua Canal até à Avenida Esplanade (12 quarteirões) e da Rua Decatur à Rua Rampart (7 quarteirões). O local foi designado, em 15 de outubro de 1966, um distrito do Registro Nacional de Lugares Históricos bem como, em 21 de dezembro de 1965, um Marco Histórico Nacional.

## Lugares de interesse
- Catedral de Nova Orleães
- Rua Bourbon (Bourbon Street)
- Praça Jackson (Jackson Square)
- Carnaval de Nova Orleans

## Turismo
O French Quarter é uma das principais atrações da cidade de New Orleans para turismo, bem como de toda a Região Sul dos Estados Unidos, atraindo milhares de turistas todos os anos, que são atraídos pela culinária cajun, música jazz, bayous e diversos festivais musicais. Talvez, o festival mais famoso é o Carnaval de Nova Orleans.

### Figuras ilustres
Toda construção no French Quarter também tem forte laço com a ficção e mitologia, com as suas histórias de fantasmas.
Uma das histórias mais famosas do French Quarter é de Julie, uma moça de origem Creole (mistura entre estadunidenses, franceses e africanos), que se apaixona por um homem francês. Os fortes preconceitos raciais da época não permitiam o casamento entre eles. Para ter uma prova desse amor, e provar que ela poderia enfrentar o preconceito caso se unissem, ele pediu a ela que passasse uma noite nua no telhado da casa onde ela morava numa noite de inverno. O homem não esperava que ela aceitasse a oferta mas, horas mais tarde naquela mesma noite chuvosa, ele a encontrou hipotérmica no telhado congelada pelo frio. E assim, desde 1840, nas noites de frio e chuva de dezembro, as pessoas acreditam ver o fantasma de Julie no telhado da sua casa a espera do seu amado.
Outro caso famoso é de uma família Creoule que, mesmo depois da abolição dos escravos ainda mantinha alguns em sua residência. Eles eram muito mal tratados. Um dia a casa pegou fogo e os escravos estavam acorrentados na casa. Os donos fugiram e os deixaram lá, para morrerem carbonizados. Depois desse incidente, pessoas que passam pela casa a noite dizem ouvir os gemidos e as correntes dos escravos que morreram na casa.
Os inúmeros cemitérios e a prática do Voodoo e o Vodu da Luisiana também contribuem para a imagem "macabra" que a cidade tem. Criada pelos escravos, a religião do Voodoo tinha como figura principal Marie Laveau, considerada como a "Rainha do Voodoo" na cidade de New Orleans. Ela era muito respeitada até pelas pessoas mais poderosas da época.
Outra figura ilustra originária do bairro French Quarter, foi a socialite Delphine LaLaurie.
A magia continua também na literatura. Uma das moradoras mais notórias da cidade é Anne Rice, escritora famosa de contos sobre bruxas e vampiros. Uma de suas obras mais conhecidas é o famoso livro "Entrevista com o Vampiro", cuja história se passa em New Orleans. Em 1994, o livro virou um filme de mesmo nome, que foi estrelado por Tom Cruise, Brad Pitt, Antonio Banderas, Christian Slater e Kirsten Dunst.
É por todos esses motivos e o seu cenário característico que New Orleans oferece até mesmo "ghost tours" com guias turísticos por suas ruas e cemitérios.

## The Originals (série de televisão)
O Bairro Francês (ou referido com o seu nome em inglês de "French Quarter") teve muita influência na série de televisão de "The Originals", que é transmitida pela The CW dos Estados Unidos, que tem como palco principal o próprio French Quarter. O bairro também aparece na série de televisão The Vampire Diaries da mesma emissora.